# Велика Ростівка
Вели́ка Ростівка — село в Україні, в Оратівській селищній громаді Вінницького району Вінницької області. Розташоване на обох берегах річки Безіменна (притока Жидя) за 18 км на північний захід від смт Оратів та за 8,5 км від залізничної станції Оратів. Населення становить 553 особи (станом на 1 січня 2018 р.).

## Населення

### Мова
Розподіл населення за рідною мовою за даними перепису 2001 року:
| Мова       | Кількість | Відсоток |
| ---------- | --------- | -------- |
| українська | 709       | 100%     |

## Історія
Станом на 1885 рік у колишньому власницькому селі, центрі Великоростівської волості Липовецького повіту Київської губернії, мешкало 1343 особи, налічувалось 182 дворових господарства, існували православна церква та школа.
За переписом 1897 року кількість мешканців зросла до 1749 осіб (869 чоловічої статі та 880 — жіночої), з яких 1725 — православної віри.
12 червня 2020 року, відповідно розпорядження Кабінету Міністрів України № 707-р «Про визначення адміністративних центрів та затвердження територій територіальних громад Вінницької області», село увійшло до складу Оратівської селищної громади.
19 липня 2020 року, в результаті адміністративно-територіальної реформи та ліквідації Оратівського району, село увійшло до складу Вінницького району.